# صنجية
صنجية أو أفنون أو ذات الأجراس أو ذات الصلاصل أو كروتال (الاسم العلمي Crotalus)، جنس حيات خبيثة من فصيلة الصنجيات لها في اذنابها مايشبه الحراشف تحدث عند ما تتحرك أو تلمس الشيء صوتًا كصوت الصنوج. يكثر وجودها في البلاد الأمريكية.